# Diploicia africana
Diploicia africana är en lavart som först beskrevs av Edward Tuckerman, och fick sitt nu gällande namn av Matzer, H. Mayrhofer & Rambold. Diploicia africana ingår i släktet Diploicia och familjen Physciaceae.   Inga underarter finns listade i Catalogue of Life.